# Ульріх Бухгольц
Ульріх Бухгольц (нім. Ulrich Buchholz; 22 грудня 1893, Ландсберг-ан-дер-Варте —  20 червня 1974, Мельн) — німецький військово-повітряний діяч, генерал-лейтенант люфтваффе (1 лютого 1944). Кавалер Німецького хреста в золоті.

## Біографія
29 вересня 1914 року вступив в 150-й піхотний полк. Учасник Першої світової війни, в січні-червні 1915 року — командир роти. З червня 1915 року — льотчик-спостерігач 2-ї бомбардувальної ескадри, льотчик 60-го польового авіазагону, 20-ї винищувальної ескадрильї. В 1918/20 роках служив в прикордонних частинах в Західній Польщі, брав участь у боях із поляками. У вересні 1920 року зарахований в рейхсвер, в 1925/27 роках — командир взводу. 31 липня 1929 року офіційно звільнений у відставку і направлений на секретні льотні курси, після закінчення яких знову зарахований в армію (1 жовтня 1931). З 1 жовтня 1932 року — командир ескадрону 2-го транспортного (зенітного) дивізіону, з 1 березня 1934 року — командир дивізіону.
1 липня 1935 року переведений в люфтваффе і призначений ад'ютантом начальника відділу особового складу штабу 6-го авіаокругу (Мюнхен). З 30 липня 1937 року — начальник 2-го авіаційного училища і комендант авіабази Нойруппін. З 1 вересня 1939 року — вищий начальник військово-навчальних закладів Люфтваффе 6 (зі штаб-квартирою у Празі). В березні 1940 року призначений командиром 3-ї транспортної ескадри особливого призначення. З 15 січня 1943 року — командувач транспортною авіацією на Середземномор'ї, на завершальному етапі кампанії в Північній Африці, невдало намагався налагодити постачання, а потім евакуацію військ з Тунісу. Після капітуляції німецьких військ в Тунісі 14 травня 1943 року штаб Бухгольца був розформований. 1 жовтня 1944 року призначений тимчасово виконувачем обов'язків командира 2-ї авіадивізії, а 1 грудня 1944 року очолив 2-у навчальну авіаційну дивізію. 20 лютого 1945 року переведений в резерв ОКЛ. 8 травня 1945 року взятий в полон союзниками. В червні 1947 року звільнений.

## Нагороди
- Залізний хрест 2-го і 1-го класу
- Медаль «За відвагу» (Гессен)
- Нагрудний знак військового пілота (Пруссія)
- Нагрудний знак «За поранення» в сріблі
- Почесний хрест ветерана війни з мечами
- Медаль «За вислугу років у Вермахті» 4-го, 3-го, 2-го і 1-го класу (25 років)
- Медаль «У пам'ять 1 жовтня 1938»
- Застібка до Залізного хреста 2-го і 1-го класу
- Комбінований Знак Пілот-Спостерігач
- Авіаційна планка транспортної авіації в золоті
- Орден Зірки Румунії, командорський хрест з мечами
- Німецький хрест в золоті (12 липня 1943)